# 제프 오길비

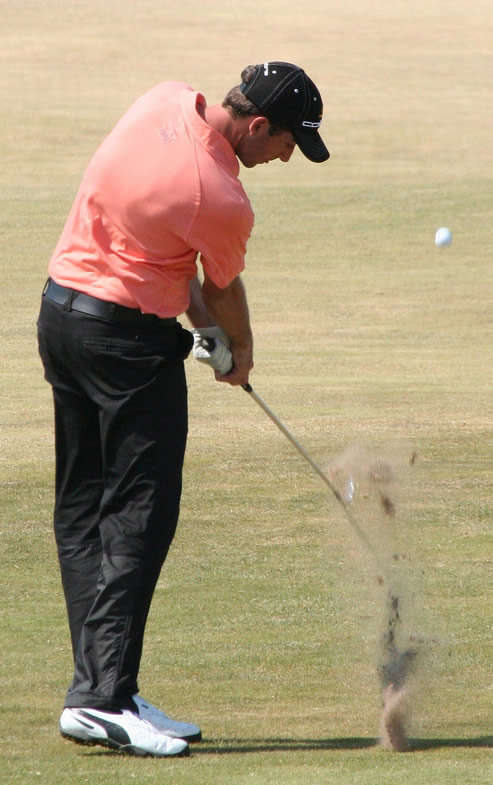
제프 오길비

제프 찰스 오길비(Geoff Charles Ogilvy, 1977년 6월 11일 ~ )은 오스트레일리아의 골프 선수이다.